# Schloss Tiefenbach
Schloss Tiefenbach ist ein Schloss in Tiefenbach in Neu-Ulm  im bayerischen Regierungsbezirk Schwaben.

## Geschichte
Der ehemalige Patriziersitz ist ein dreigeschossiger Satteldachbau. Er war im Besitz der Herren von Krafft und der Besserer von Thalfingen. Um 1760 wurde es unter Albrecht Besserer von Thalfingen umgebaut.
Das Gebäude steht unter der Aktennummer D-7-75-135-78 unter Denkmalschutz.